# Bjørnø
Bjørnø est une île du Danemark situé au sud de la ville de Fåborg.